# Comté de Tuscola
Le comté de Tuscola (Tuscola County en anglais) est à l'est de la péninsule inférieure de l'État du Michigan, dans le Thumb (« Pouce »), sur la rive du lac Huron et la baie de Saginaw. Son siège est à Caro. Selon le recensement de 2000, sa population est de 58 266 habitants.  

## Géographie
Le comté a une superficie de 1 717 km², dont 1 694 km² est de terre.

### Comtés adjacents
- Comté de Huron (nord)
- Comté de Sanilac (est)
- Comté de Saginaw (ouest)
- Comté de Lapeer (sud-est)
- Comté de Genesee (sud-ouest)
- Comté de Bay (nord-ouest)

## Municipalités du comté
- Township de Akron
- Akron, village
- Township de Almer
- Township de Arbela
- Caro, village
- Cass City, village
- Township de Columbia
- Township de Dayton
- Township de Denmark
- Township de Elkland
- Township de Ellington
- Township de Elmwood
- Township de Fairgrove
- Fairgrove, village
- Township de Fremont
- Gagetown, village
- Township de Gilford
- Township de Indianfields
- Township de Juniata
- Township de Kingston
- Kingston, village
- Township de Koylton
- Mayville, village
- Township de Millington
- Millington, village
- Township de Novesta
- Reese, village
- Township de Tuscola
- Unionville, village
- Township de Vassar
- Vassar, ville
- Township de Watertown
- Township de Wells
- Township de Wisner